# La Encarnación, Veracruz
La Encarnación är en ort i Mexiko.   Den ligger i kommunen Tamiahua och delstaten Veracruz, i den sydöstra delen av landet, 260 km nordost om huvudstaden Mexico City. La Encarnación ligger 39 meter över havet och antalet invånare är 399.
Terrängen runt La Encarnación är platt, och sluttar österut. Runt La Encarnación är det ganska glesbefolkat, med 34 invånare per kvadratkilometer. Närmaste större samhälle är Temapache, 18,2 km sydväst om La Encarnación. Trakten runt La Encarnación består till största delen av jordbruksmark.